# Hiratettix matsumurai
Hiratettix matsumurai är en insektsart som beskrevs av Irena Dworakowska 1982. Hiratettix matsumurai ingår i släktet Hiratettix och familjen dvärgstritar.
Artens utbredningsområde är Taiwan. Inga underarter finns listade i Catalogue of Life.